# フライング TRICKSTER
『フライング TRICKSTER』（フライング・トリックスター）は、2014年3月5日にavex traxからレンタル発売されたSKY-HIのミニアルバム。

## 解説
- SKY-HIの初のオリジナルアルバム『TRICKSTER』のプレリリース・ミニアルバム。
- このアルバムはレンタル限定である。

## 収録曲
CD
1. トリックスター
2. TOKYO SPOTLIGHT
3. キミサキ
4. Tyrant Island
5. 愛ブルーム